# Ascochyta oleae
Ascochyta oleae är en svampart som beskrevs av Scalia 1900. Ascochyta oleae ingår i släktet Ascochyta, ordningen Pleosporales, klassen Dothideomycetes, divisionen sporsäcksvampar och riket svampar.   Inga underarter finns listade i Catalogue of Life.